# سانگ‌لاینز
سانگ‌لاینز (انگلیسی: Songlines) یک مجله موسیقی در بریتانیا است. این مجله در سبک موسیقی جهان به فعالیت می‌پردازد.